# インカ・コーラ

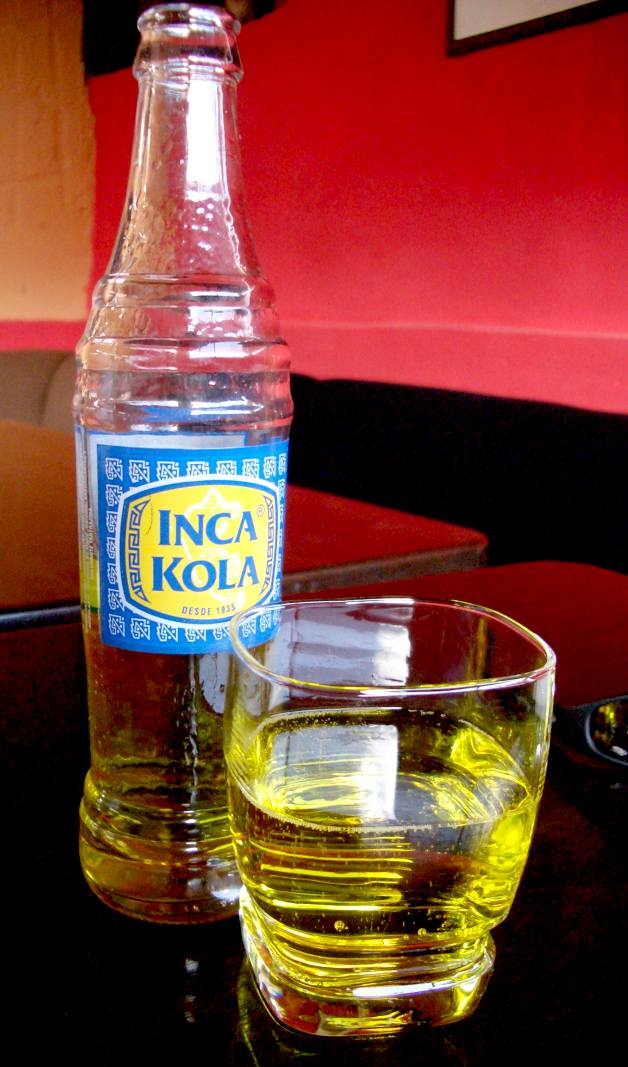
インカ・コーラ

インカ・コーラ(INCA KOLA)はペルーのリンドレー社が発売しているコーラ。

## 概要
ペルーの首都リマ市の建設400年を記念して1935年に発売された。アメリカ合衆国ではザ・ゴールデン・コーラ（The Golden Kola）の名称で、カナダドライが製造している。
黄色のコーラで、甘味が強く炭酸はあまり強くない。ペルーの飲料で、コカ・コーラをおさえてペルー国内シェア1位のコーラである。
1999年、コカ・コーラ社とリンドレー社は、コカ・コーラ社がリンドレー社に3億ドル出資するジョイントベンチャー契約を締結した。これにより、両社はペルー国内での飲料製造販売事業を統合し、コカ・コーラ社はペルー国外でのインカ・コーラの製造販売権を取得した。
日本には日本仕様の缶が作られ、リードオフジャパン株式会社を通じて一定量が輸入されている。
現在は着色料が使われているが、元はレモングラスの花粉を使って着色していた。